# Spielvereinigung Unterhaching 1997-1998
Questa voce raccoglie le informazioni riguardanti la Spielvereinigung Unterhaching nelle competizioni ufficiali della stagione 1997-1998.

## Stagione
Nella stagione 1997-1998 l'Unterhaching, allenato da Lorenz-Günther Köstner e Willi Entenmann, concluse il campionato di 2. Bundesliga al 11º posto. In Coppa di Germania l'Unterhaching fu eliminato al primo turno dall'Eintracht Treviri.

## Rosa
| N. |                     | Ruolo | Calciatore          |
| -- | ------------------- | ----- | ------------------- |
| 1  | Germania (bandiera) | P     | Jürgen Wittmann     |
| 2  | Germania (bandiera) | D     | Alexander Strehmel  |
| 4  | Germania (bandiera) | D     | Ralf Bucher         |
| 5  | Germania (bandiera) | C     | Matthias Zimmermann |
| 6  | Germania (bandiera) | D     | Jörg Bergen         |
| 7  | Germania (bandiera) | C     | Dirk Hofmann        |
| 8  | Germania (bandiera) | C     | Peter Zeiler        |
| 9  | Albania (bandiera)  | A     | Altin Rraklli       |
| 10 | Germania (bandiera) | C     | Markus Oberleitner  |
| 11 | Germania (bandiera) | C     | Jochen Seitz        |
| 14 | Spagna (bandiera)   | A     | Alfonso García      |
| 15 | Germania (bandiera) | D     | Arne Tammen         |
| 16 | Germania (bandiera) | C     | Andreas Hartig      |
| 21 | Germania (bandiera) | D     | Björn Hertl         |

| N. |                        | Ruolo | Calciatore         |
| -- | ---------------------- | ----- | ------------------ |
| 22 | Germania (bandiera)    | P     | Udo Mai            |
| 24 | Croazia (bandiera)     | D     | Ivica Vladimir     |
| 27 | Germania (bandiera)    | P     | Peter Sirch        |
| 13 | Germania (bandiera)    | D     | Tobias Hager       |
| 3  | Germania (bandiera)    | D     | Carsten Keuler     |
| 29 | Svizzera (bandiera)    | C     | Reto Buchner       |
| 12 | Germania (bandiera)    | C     | Matthias Lust      |
| 28 | Stati Uniti (bandiera) | C     | Matthew Okoh       |
| 19 | Germania (bandiera)    | C     | Thomas Radlspeck   |
| 17 | Germania (bandiera)    | C     | Stefan Reich       |
| 20 | Germania (bandiera)    | C     | Stephan Täuber     |
| 18 | Marocco (bandiera)     | A     | Abdelaziz Ahanfouf |
| 26 | Albania (bandiera)     | A     | Skerdilaid Curri   |

## Organigramma societario
Area tecnica
- Allenatore: Willi Entenmann
- Allenatore in seconda: Harry Deutinger
- Preparatore dei portieri:
- Preparatori atletici:

## Calciomercato

### Sessione estiva
| Acquisti | Acquisti           | Acquisti           | Acquisti |
| R.       | Nome               | da                 | Modalità |
| -------- | ------------------ | ------------------ | -------- |
| C        | Jochen Seitz       | Amburgo            |          |
| C        | Markus Oberleitner | Fortuna Düsseldorf |          |
| C        | Matthew Okoh       | Monaco 1860        |          |
| A        | Altin Rraklli      | Hertha Berlino     |          |
| D        | Arne Tammen        | Oldenburg          |          |

| Cessioni | Cessioni        | Cessioni          | Cessioni |
| R.       | Nome            | a                 | Modalità |
| -------- | --------------- | ----------------- | -------- |
| D        | Dennis Grassow  | Bayern Monaco     |          |
| C        | Christian Simon | Wacker Burghausen |          |
| A        | Lothar Sippel   | S.F. Ricklingen   |          |

### Sessione invernale
| Acquisti | Acquisti         | Acquisti         | Acquisti |
| R.       | Nome             | da               | Modalità |
| -------- | ---------------- | ---------------- | -------- |
| A        | Skerdilaid Curri | Partizani Tirana |          |
| D        | Carsten Keuler   | Norimberga       |          |

| Cessioni | Cessioni      | Cessioni | Cessioni |
| R.       | Nome          | a        | Modalità |
| -------- | ------------- | -------- | -------- |
| C        | Albert Gröber | Kufstein |          |

## Risultati

### 2. Bundesliga

#### Girone di andata
| Arbitro: | Strampe |

|                            |           |                               |
| Hartig 18’ Zeiler 27’, 37’ | Marcatori | 72’ Demandt 85’ Grevelhörster |

| Arbitro: | Gettke |

|  |           |                                                          |
|  | Marcatori | 23’ Oberleitner 45’ García 74’ Rraklli 76’ (rig.) Hartig |

| Arbitro: | Kadach |

|  |           |             |
|  | Marcatori | 53’ Schmitt |

| Arbitro: | Keßler |

|           |           |            |
| Unger 33’ | Marcatori | 59’ García |

| Unterhaching 29 agosto 1997, ore 19:00 CEST 5ª giornata | Unterhaching | 0 – 0 referto | Wattenscheid 09 | Stadion am Sportpark (2 100 spett.)\| Arbitro: \| Hilmes \| |
| Arbitro:                                                | Hilmes       |               |                 |                                                             |

| Arbitro: | Koop |

|                             |           |                                          |
| Kevric 18’ (rig.) Marić 43’ | Marcatori | 33’ (rig.) Hartig 37’ Rraklli 68’ Zeiler |

| Unterhaching 20 settembre 1997, ore 15:30 CEST 7ª giornata | Unterhaching | 0 – 0 referto | Energie Cottbus | Stadion am Sportpark (2 000 spett.)\| Arbitro: \| Weiner \| |
| Arbitro:                                                   | Weiner       |               |                 |                                                             |

| Arbitro: | Meyer |

|               |           |  |
| Wiesinger 83’ | Marcatori |  |

| Arbitro: | Insam |

|            |           |                      |
| Täuber 22’ | Marcatori | 62’ (rig.) Weißhaupt |

| Arbitro: | Byernetzky |

|              |           |  |
| Heidrich 23’ | Marcatori |  |

| Arbitro: | Fandel |

|                                   |           |  |
| Lust 25’ García 48’ Radlspeck 88’ | Marcatori |  |

| Arbitro: | Blumenstein |

|           |           |          |
| Weber 63’ | Marcatori | 55’ Lust |

| Arbitro: | Berg |

|                        |           |  |
| Zeiler 36’ Rraklli 72’ | Marcatori |  |

| Arbitro: | Neis |

|            |           |           |
| Thoben 61’ | Marcatori | 73’ Seitz |

| Arbitro: | Müller |

|                   |           |           |
| Rraklli 4’ (rig.) | Marcatori | 12’ Flock |

| Arbitro: | Margenberg |

|  |           |               |
|  | Marcatori | 77’ Škarabela |

| Arbitro: | Wezel |

|              |           |  |
| Savichev 54’ | Marcatori |  |

#### Girone di ritorno
| Arbitro: | Wendorf |

|            |           |             |
| Goumai 78’ | Marcatori | 62’ Rraklli |

| Arbitro: | Wack |

|                    |           |  |
| Okoh 46’ Seitz 88’ | Marcatori |  |

| Arbitro: | Byernetzky |

|                    |           |              |
| Krieg 57’ Renn 63’ | Marcatori | 87’ Ahanfouf |

| Arbitro: | Blumenstein |

|                                        |           |             |
| Rraklli 24’, 33’ (rig.) Zimmermann 55’ | Marcatori | 25’ Leśniak |

| Arbitro: | Schütz |

|                          |           |  |
| Feinbier 42’ Korobka 90’ | Marcatori |  |

| Arbitro: | Meyer |

|                               |           |  |
| Raspe 66’ (aut.) Ahanfouf 71’ | Marcatori |  |

| Arbitro: | Friedrichs |

|           |           |  |
| Jović 14’ | Marcatori |  |

| Arbitro: | Frey |

|                            |           |                       |
| Oberleitner 33’ Täuber 75’ | Marcatori | 52’ Simunec 89’ Ćirić |

| Arbitro: | Salver |

|                      |           |          |
| Weißhaupt 14’ (rig.) | Marcatori | 90’ Okoh |

| Arbitro: | Neis |

|           |           |              |
| Täuber 4’ | Marcatori | 46’ Heidrich |

| Arbitro: | Kadach |

|                         |           |                                      |
| Hauser 7’ Schneider 40’ | Marcatori | 51’ (rig.) Rraklli 84’, 87’ Ahanfouf |

| Arbitro: | Lange |

|                    |           |                        |
| Rraklli 59’ (rig.) | Marcatori | 52’ Sobotzik 88’ Weber |

| Arbitro: | Hilmes |

|                            |           |                             |
| van der Ven 66’ Spizak 81’ | Marcatori | 54’ Zimmermann 86’ Vladimir |

| Arbitro: | Kinhöfer |

|              |           |  |
| Ahanfouf 78’ | Marcatori |  |

| Gütersloh 22 maggio 1998, ore 19:00 CEST 32ª giornata | Gütersloh | 0 – 0 referto | Unterhaching | Heidewaldstadion (11 000 spett.)\| Arbitro: \| Schößling \| |
| Arbitro:                                              | Schößling |               |              |                                                             |

| Fürth; 3 giugno 1998, ore 19:00 CEST 33ª giornata | Greuther Fürth | 0 – 0 referto | Unterhaching | Playmobil-Stadion (6 000 spett.)\| Arbitro: \| Friedrichs \| |
| Arbitro:                                          | Friedrichs     |               |              |                                                              |

| Arbitro: | Jansen |

|                     |           |                                                |
| Ahanfouf 51’ (rig.) | Marcatori | 14’ (rig.), 61’ Trulsen 65’ Dittmer 88’ Scherz |

### Coppa di Germania
| Arbitro: | Margenberg |

|                        |           |                 |
| Heinzen 43’ Bennij 83’ | Marcatori | 80’ Oberleitner |

## Statistiche

### Statistiche di squadra
| Competizione      | Punti | In casa | In casa | In casa | In casa | In casa | In casa | In trasferta | In trasferta | In trasferta | In trasferta | In trasferta | In trasferta | Totale | Totale | Totale | Totale | Totale | Totale | DR |
| Competizione      | Punti | G       | V       | N       | P       | Gf      | Gs      | G            | V            | N            | P            | Gf           | Gs           | G      | V      | N      | P      | Gf     | Gs     | DR |
| ----------------- | ----- | ------- | ------- | ------- | ------- | ------- | ------- | ------------ | ------------ | ------------ | ------------ | ------------ | ------------ | ------ | ------ | ------ | ------ | ------ | ------ | -- |
| 2. Bundesliga     | 44    | 17      | 7       | 6       | 4       | 23      | 16      | 17           | 3            | 8            | 6            | 18           | 19           | 34     | 10     | 14     | 10     | 41     | 35     | +6 |
| Coppa di Germania | -     | 0       | 0       | 0       | 0       | 0       | 0       | 1            | 0            | 0            | 1            | 1            | 2            | 1      | 0      | 0      | 1      | 1      | 2      | -1 |
| Totale            | 44    | 17      | 7       | 6       | 4       | 23      | 16      | 18           | 3            | 8            | 7            | 19           | 21           | 35     | 10     | 14     | 11     | 42     | 37     | +5 |

### Andamento in campionato
| Giornata  | 1 | 2 | 3 | 4 | 5 | 6 | 7 | 8 | 9 | 10 | 11 | 12 | 13 | 14 | 15 | 16 | 17 | 18 | 19 | 20 | 21 | 22 | 23 | 24 | 25 | 26 | 27 | 28 | 29 | 30 | 31 | 32 | 33 | 34 |
| --------- | - | - | - | - | - | - | - | - | - | -- | -- | -- | -- | -- | -- | -- | -- | -- | -- | -- | -- | -- | -- | -- | -- | -- | -- | -- | -- | -- | -- | -- | -- | -- |
| Luogo     | C | T | C | T | C | T | C | T | C | T  | C  | T  | C  | T  | C  | C  | T  | T  | C  | T  | C  | T  | C  | T  | C  | T  | C  | T  | C  | T  | C  | T  | T  | C  |
| Risultato | V | V | P | N | N | V | N | P | N | P  | V  | N  | V  | N  | N  | P  | P  | N  | V  | P  | V  | P  | V  | P  | N  | N  | N  | V  | P  | N  | V  | N  | N  | P  |
| Posizione | 5 | 1 | 4 | 4 | 4 | 4 | 4 | 6 | 6 | 9  | 5  | 6  | 6  | 6  | 6  | 7  | 9  | 9  | 8  | 10 | 7  | 8  | 7  | 8  | 8  | 10 | 10 | 7  | 9  | 10 | 9  | 7  | 7  | 11 |

Legenda:

Luogo: C = Casa; T = Trasferta. Risultato: V = Vittoria; N = Pareggio; P = Sconfitta.

### Statistiche dei giocatori
| Giocatore      | 2. Bundesliga | 2. Bundesliga | 2. Bundesliga | 2. Bundesliga | Coppa di Germania | Coppa di Germania | Coppa di Germania | Coppa di Germania | Totale   | Totale | Totale      | Totale     |
| Giocatore      | Presenze      | Reti          | Ammonizioni   | Espulsioni    | Presenze          | Reti              | Ammonizioni       | Espulsioni        | Presenze | Reti   | Ammonizioni | Espulsioni |
| -------------- | ------------- | ------------- | ------------- | ------------- | ----------------- | ----------------- | ----------------- | ----------------- | -------- | ------ | ----------- | ---------- |
| A. Ahanfouf    | 16            | 6             | 2             | 0             | 0                 | 0                 | 0                 | 0                 | 16       | 6      | 2           | 0          |
| J. Bergen      | 11            | 0             | 1             | 0             | 1                 | 0                 | 1                 | 0                 | 12       | 0      | 2           | 0          |
| R. Bucher      | 17            | 0             | 0             | 0             | 1                 | 0                 | 0                 | 0                 | 18       | 0      | 0           | 0          |
| R. Buchner     | 0             | 0             | 0             | 0             | 0                 | 0                 | 0                 | 0                 | 0        | 0      | 0           | 0          |
| S. Curri       | 1             | 0             | 0             | 0             | 0                 | 0                 | 0                 | 0                 | 1        | 0      | 0           | 0          |
| A. García      | 21            | 3             | 0             | 0             | 1                 | 0                 | 0                 | 0                 | 22       | 3      | 0           | 0          |
| A. Gröber      | 7             | 0             | 1             | 0             | 0                 | 0                 | 0                 | 0                 | 7        | 0      | 1           | 0          |
| T. Hager       | 3             | 0             | 0             | 0             | 0                 | 0                 | 0                 | 0                 | 3        | 0      | 0           | 0          |
| A. Hartig      | 29            | 3             | 3             | 0             | 1                 | 0                 | 0                 | 0                 | 30       | 3      | 3           | 0          |
| B. Hertl       | 24            | 0             | 6             | 0             | 0                 | 0                 | 0                 | 0                 | 24       | 0      | 6           | 0          |
| D. Hofmann     | 1             | 0             | 0             | 0             | 0                 | 0                 | 0                 | 0                 | 1        | 0      | 0           | 0          |
| C. Keuler      | 2             | 0             | 0             | 0             | 0                 | 0                 | 0                 | 0                 | 2        | 0      | 0           | 0          |
| M. Lust        | 32            | 2             | 7             | 0             | 1                 | 0                 | 0                 | 0                 | 33       | 2      | 7           | 0          |
| U. Mai         | 16            | 0             | 0             | 1             | 0                 | 0                 | 0                 | 0                 | 16       | 0      | 0           | 1          |
| M. Oberleitner | 15            | 2             | 5             | 1             | 1                 | 1                 | 0                 | 0                 | 16       | 3      | 5           | 1          |
| M. Okoh        | 13            | 2             | 0             | 0             | 0                 | 0                 | 0                 | 0                 | 13       | 2      | 0           | 0          |
| T. Radlspeck   | 33            | 1             | 4             | 0             | 1                 | 0                 | 0                 | 0                 | 34       | 1      | 4           | 0          |
| S. Reich       | 8             | 0             | 2             | 0             | 1                 | 0                 | 1                 | 0                 | 9        | 0      | 3           | 0          |
| A. Rraklli     | 27            | 9             | 0             | 1             | 0                 | 0                 | 0                 | 0                 | 27       | 9      | 0           | 1          |
| J. Seitz       | 22            | 2             | 1             | 0             | 0                 | 0                 | 0                 | 0                 | 22       | 2      | 1           | 0          |
| P. Sirch       | 1             | 0             | 0             | 0             | 0                 | 0                 | 0                 | 0                 | 1        | 0      | 0           | 0          |
| A. Strehmel    | 31            | 0             | 4             | 0             | 1                 | 0                 | 0                 | 0                 | 32       | 0      | 4           | 0          |
| A. Tammen      | 27            | 0             | 0             | 0             | 1                 | 0                 | 0                 | 0                 | 28       | 0      | 0           | 0          |
| S. Täuber      | 33            | 3             | 9             | 0             | 1                 | 0                 | 0                 | 0                 | 34       | 3      | 9           | 0          |
| I. Vladimir    | 5             | 1             | 0             | 0             | 0                 | 0                 | 0                 | 0                 | 5        | 1      | 0           | 0          |
| J. Wittmann    | 18            | 0             | 0             | 0             | 1                 | 0                 | 0                 | 0                 | 19       | 0      | 0           | 0          |
| P. Zeiler      | 22            | 4             | 2             | 0             | 1                 | 0                 | 0                 | 0                 | 23       | 4      | 2           | 0          |
| M. Zimmermann  | 28            | 2             | 0             | 0             | 0                 | 0                 | 0                 | 0                 | 28       | 2      | 0           | 0          |